# Les Machines de l'île

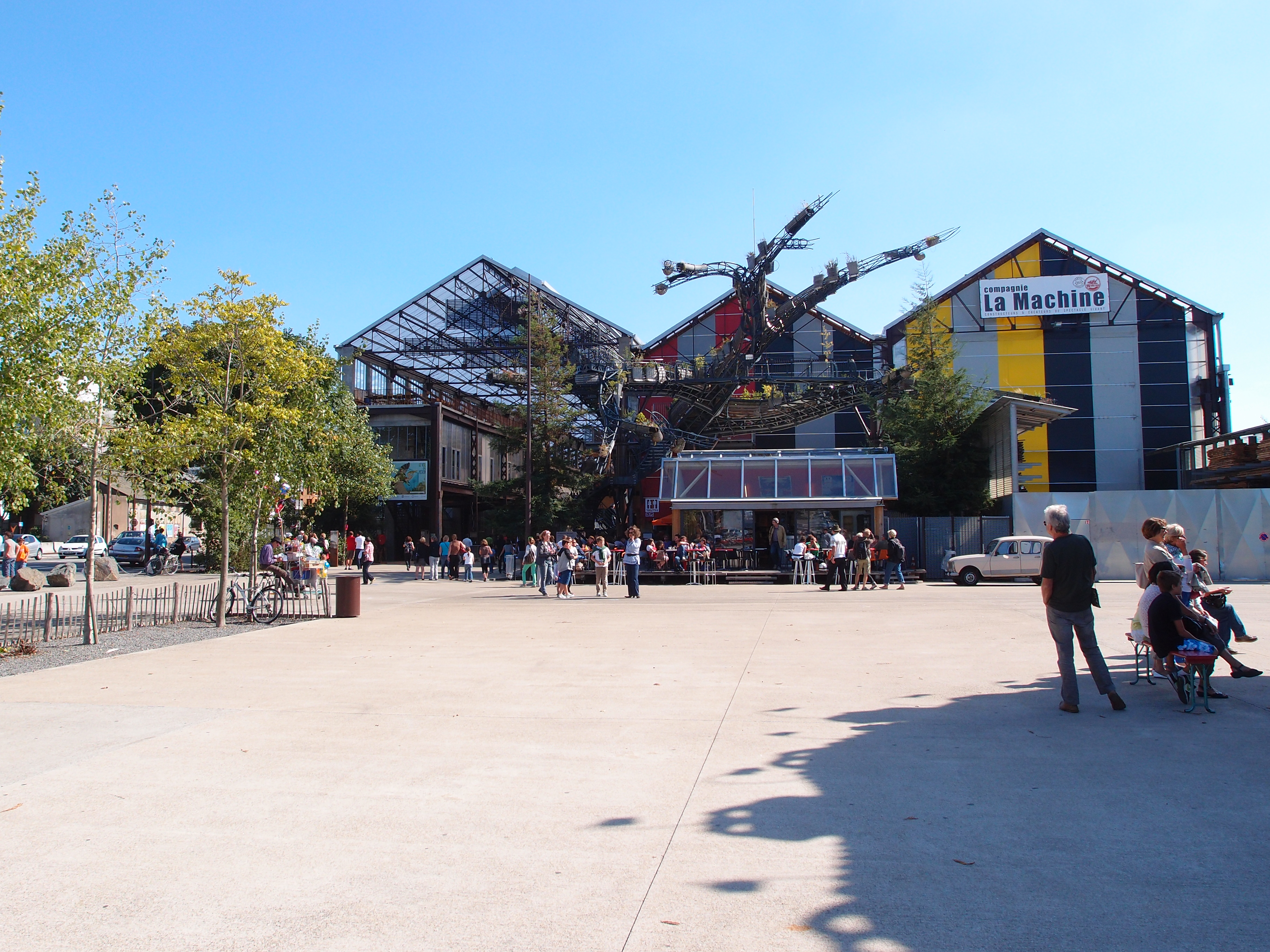
Entrée nord des nefs qui abritent la galerie des machines, l'atelier et le départ du grand éléphant.

Les Machines de l’île sont un espace d'exposition et d'animation situé à Nantes, en France. Créé par François Delarozière (directeur artistique) et Pierre Orefice, il se trouve sur l'Île de Nantes, dans le parc des Chantiers, à l'emplacement d'anciens chantiers navals désaffectés en 1987. 
Leur création a été décidée par le conseil de la communauté urbaine Nantes Métropole en 2004, en association avec la compagnie de théâtre La Machine dirigée par François Delarozière ; elles ont été inaugurées en 2007 et sont gérées par la société publique locale « Le Voyage à Nantes » par délégation de service public de Nantes Métropole. 
Les Machines de l'île sont situées à la croisée des « mondes inventés » de Jules Verne, de l’univers mécanique de Léonard de Vinci et de l’histoire industrielle de Nantes. En octobre 2007, à Paris, le Salon international du tourisme lui a décerné son prix spécial du jury, qui récompense un équipement touristique innovant. Il s'agit de l'une des attractions touristiques d'Europe à avoir été distingué par un Thea Award, décerné par la Themed Entertainment Association.

## Concept
Dans le cadre du renouvellement urbain de l'Île de Nantes, Nantes Métropole est convaincue par l’idée de François Delarozière, créateur de certaines machines de spectacle de la compagnie Royal de luxe et directeur artistique de l'association « La Machine », et de Pierre Orefice des associations Manaüs, et décide en juin 2004 de développer sur l'île un projet touristique : « Les Machines de l'île ». 
Les Machines de l'île comprennent au départ le Grand éléphant, une branche prototype de l'Arbre aux Hérons, le Carrousel des mondes marins ainsi qu'un manège pour enfants : le manège d'Andréa. Le nombre de machines est destiné à augmenter au fur et à mesure des créations.

## Financement
Le budget initial du projet est de 4,8 millions d’euros :
- le Grand Éléphant : 2 millions d’euros ;
- la scénographie de la galerie : 2,2 millions d’euros ;
- l'étude de l'Arbre aux Hérons et sa branche prototype : 600 000 euros.

En raison de surcoûts, il doit être porté à 6 millions d’euros lors du conseil de Nantes Métropole du 9 mars 2007. S'y ajoute un investissement de 350 000 euros dans une boutique cafétéria.
Le même conseil prévoit une subvention de fonctionnement de 800 000 euros pour les trois premières années, dont 500 000 euros en 2007, l'exploitation devant « tendre vers l'équilibre à compter de 2009 ». Elle reste cependant déficitaire d'environ 0,5 million d’euros en 2009. En 2010, Nantes Métropole renonce implicitement à l'objectif d'équilibre financier et signe avec le gestionnaire des Machines une convention de délégation de service public qui court jusqu’en 2025 et prévoit que « pour tenir compte des sujétions de service public imposées à l’exploitant, l’Autorité délégante verse, chaque année, une subvention financière forfaitaire, destinée à contribuer à l’équilibre des comptes ». Le montant de cette subvention s'élève à 1 100 000 euros en 2011. La même convention prévoit que François Delarozière et Pierre Orefice percevront une rémunération représentant « 0,5 % du chiffre d’affaires de la billetterie, assorti de conditions de déclenchement et de plafonnement et 3 % du chiffre d’affaires de la boutique ».
Le projet est soutenu par le programme européen Objectif 2 (2000-2006) au titre de l'aide à l’investissement public touristique des collectivités à hauteur de 1 785 000 euros, soit un taux d’intervention de 25 % par rapport au budget initial.
Le conseil de Nantes Métropole du 26 octobre 2007 décide la construction du Carrousel des Mondes Marins pour un coût de 6,4 million d’euros hors taxes. Il confirme cette construction le 18 juin 2010 en portant le budget à 10 millions d’euros.

## Site

### Atelier
Les Machines de l'île sont construites dans les anciennes nefs des chantiers navals Dubigeon situées dans le parc des Chantiers. 
Dans l'une des nefs, l'Atelier est le lieu de création de La Machine, association de constructeurs et créateurs de spectacle vivant. Sur plus de 3 000 m2, ingénieurs, techniciens, chaudronniers, soudeurs, sculpteurs et menuisiers travaillent les structures et les matières.
Depuis deux terrasses à 7,5 m de hauteur, le public peut observer les créateurs des machines en pleine activité dans leur monde de bois et d'acier.

### Fréquentation
Le site, inauguré le samedi 30 juin 2007, a une capacité de 2 200 visiteurs payants par jour (visite des nefs et promenade en éléphant). Il accueille 51 500 personnes au cours de son premier mois de fonctionnement, 138 500 au cours de son premier trimestre, 194 000 au cours de son premier semestre, 288 000 au cours de sa première année. La fréquentation de l'été 2008 est cependant inférieure de 35 % à celle de l'été 2007. Elle se redresse en partie, à 261 450 personnes, en 2009. Pour l'année 2013 la fréquentation monte à 521 032 visiteurs, puis 665 000 en 2016.

## Machines

### Grand Éléphant

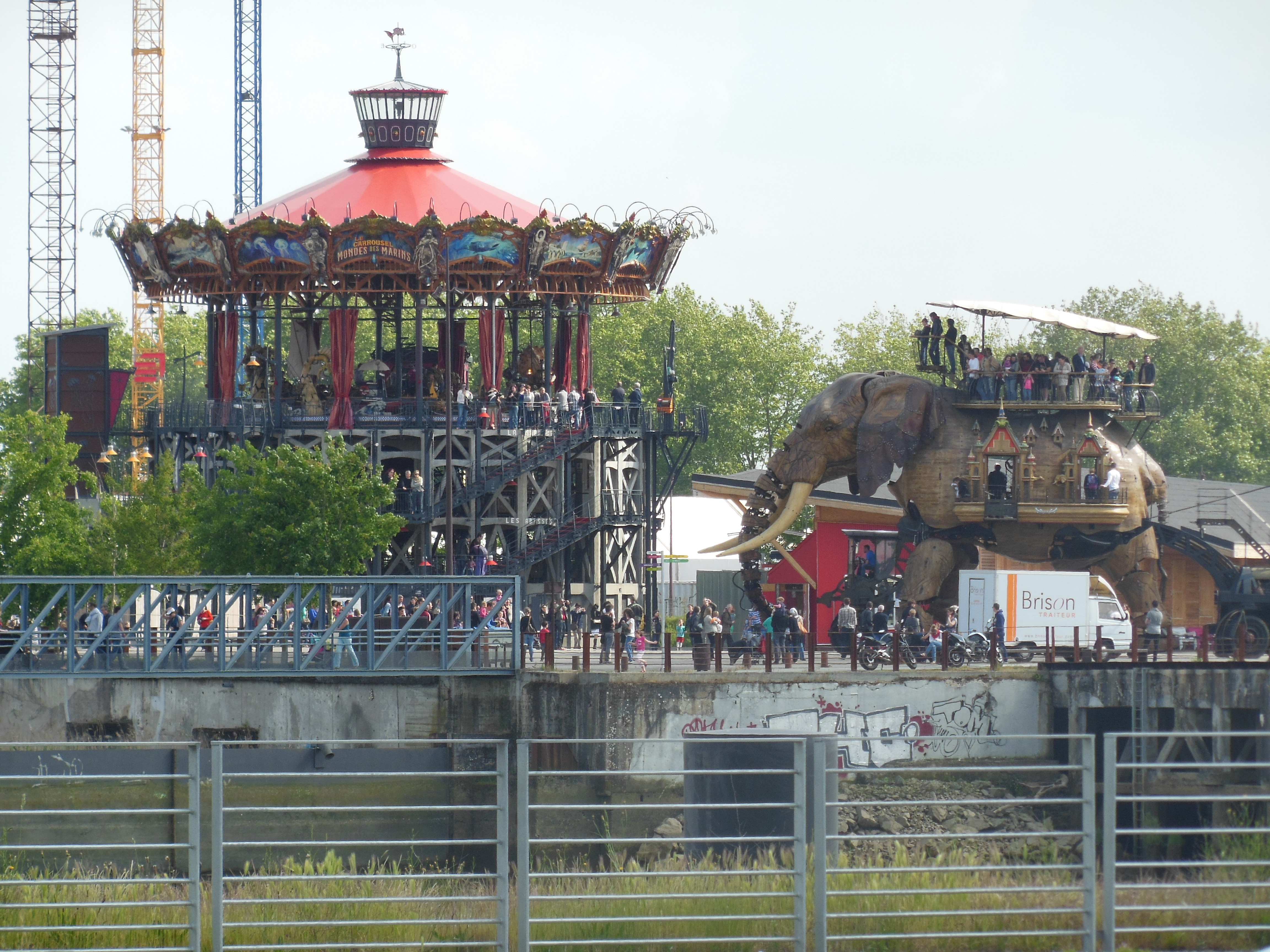
Le Carrousel des mondes marins et le Grand éléphant

L'éléphant est situé dans les nefs et est inauguré le samedi 30 juin 2007. Il est fait de bois (tulipier de Virginie sculpté) et d'acier et pèse 48,4 tonnes.
Mesurant 12 mètres de hauteur pour 8 mètres de largeur, il peut accueillir sur une plate forme 52 passagers (initialement 50) par voyage. À son bord, le visiteur découvre un panorama de Trentemoult à la place du Commerce. Il a une vision du mécanisme et chaque vibration de l'éléphant est ressentie.
À l'éléphant est associée une passerelle aérienne d'accès installée à proximité des nefs qui permet la descente des passagers « aller » et la montée des passagers « retour ». 
Depuis l'ouverture du "Carrousel des Mondes Marins" en 2012, la descente de l'éléphant, à l'aller, se fait sur une plate-forme spéciale sur ce carrousel, ainsi que la montée pour le retour vers la galerie des machines.

### Carrousel des mondes marins
Le Carrousel des mondes marins est un manège géant de 25 mètres de haut, peuplé de 36 éléments mobiles représentant des créatures marines sur trois niveaux : fonds marins, abysses, mer et bateaux. Il peut accueillir 300 passagers dont 89 sur les machines. Les éléments mobiles réalisés depuis l'ouverture du site sont exposés dans la Galerie des Machines et dans l’Atelier.
La préfecture de la Loire-Atlantique ayant demandé un appel d'offres pour le cuvelage en béton, l'ouverture du carrousel est reportée au printemps 2010, puis « envisagée été 2011 ». Lors du conseil de Nantes Métropole du 18 juin 2010, la date d'achèvement prévue est fixée au 13 juillet 2012. Il est finalement inauguré le 15 juillet 2012 . À la suite de la publication d'un rapport de la Chambre régionale des comptes, une enquête judiciaire est ouverte en 2017 sur les conditions de la construction du Carrousel ; elle donne lieu en 2022 à la mise en examen de deux responsables de la Samoa, chargés de l'aménagement de l'île de Nantes, pour favoritisme et recel de favoritisme.

### Arbre aux Hérons

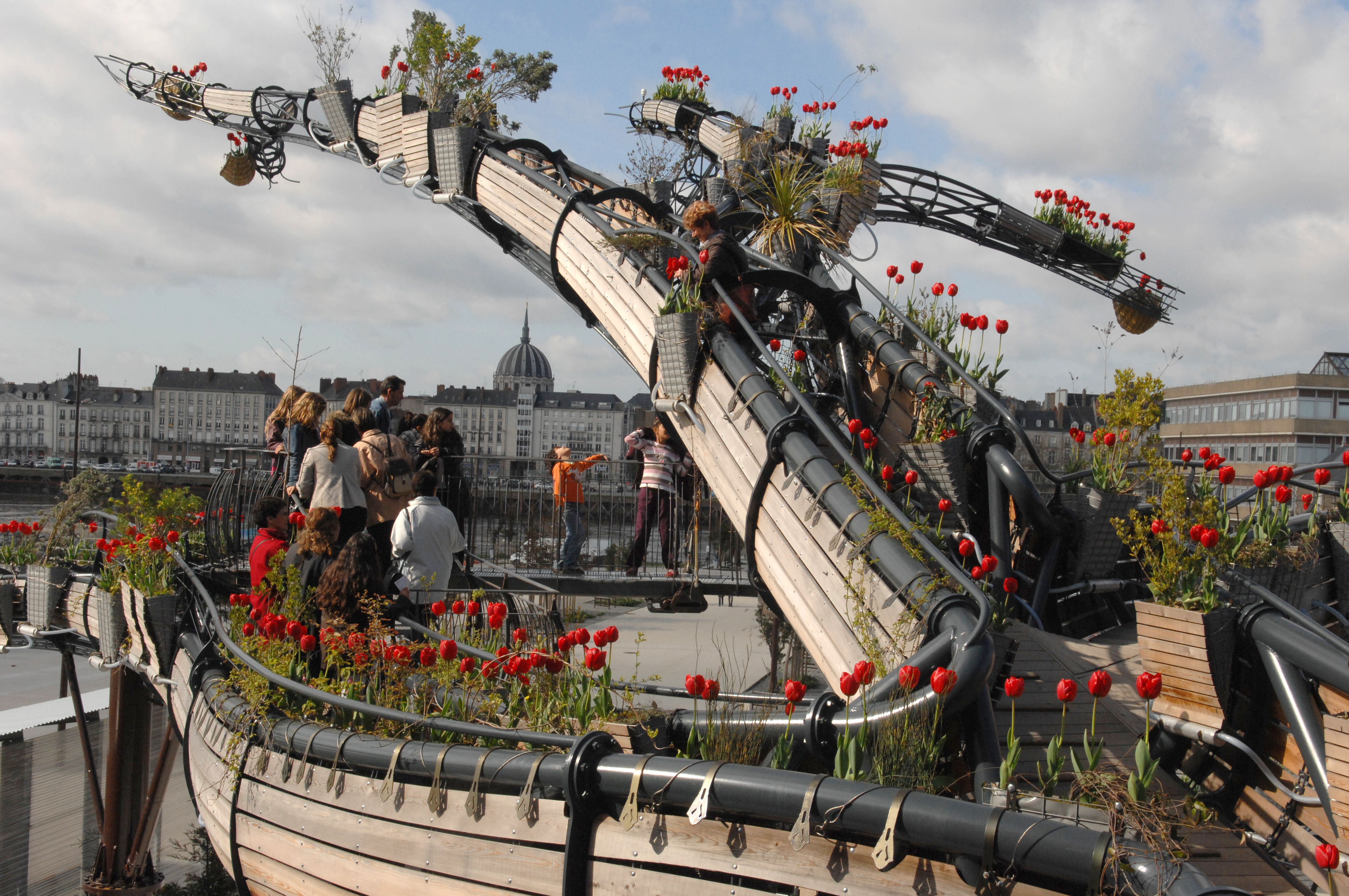
Branche prototype de l'Arbre aux Hérons.

Projet majeur des Machines, l’Arbre aux Hérons, devait être un arbre d’acier de 50 mètres de diamètre et 35 mètres de haut (45 jusqu'à la tête des hérons en vol), surmonté de deux hérons. Les visiteurs pourraient parcourir de branche en branche des jardins suspendus et embarquer sous les ailes des hérons. Face au coût estimé à 35 millions d’euros, la municipalité commande en avril 2015 une double étude « d'attractivité et de faisabilité ». En novembre 2015, la municipalité conclut que l’Arbre aux Hérons ne serait pas réalisé avant 2020, pour des raisons budgétaires d'une part, et par l'absence de terrains permettant d'accueillir l'œuvre dans de bonnes conditions économiques, urbaines et paysagères d'autre part (le parc urbain projeté à l'ouest de l'île de Nantes, susceptible d'accueillir la structure, ne sera pas aménagé avant 2023). En juillet 2016, la municipalité envisage la construction de la structure sur le site de l'ancienne carrière de Miséry dans le cadre d'un projet de réhabilitation du quartier du Bas-Chantenay,. En mars 2018 une cagnotte est lancée sur le site Kickstarter, le montant initial de celle-ci fixée à 100 000 €, a été atteint en presque 24h. La collecte atteint 373.525 euros, venant de 5.511 contributeurs (au lieu de 7.500 visés) ; la date de réalisation annoncée est 2022. 
Début juillet 2021, dans le cadre des études de faisabilité techniques, un héron à l'échelle 1 est construit à partir de l'été 2021; ce prototype sera réceptionné par Nantes Métropole au printemps 2022 sans que les tests d'accueil du public prévus initialement aient été effectués. Le 9 juillet 2021, la maire de Nantes, Johanna Rolland, François Delarozière et Pierre Orefice présentent le nouveau projet de l'Arbre aux Hérons dont le montant est établi à 52,40 millions d'euros HT dont 35 millions d'euros de subventions publiques. Le projet reçoit le soutien d'une soixantaine de mécènes et du directeur du festival Hellfest, Ben Barbaud mais rencontre une opposition de la part de la droite, et des écologistes,. Il doit en principe être voté au mois de décembre 2021 pour une mise en chantier dès l'été 2022 avec livraison prévue pour 2027, mais le sujet n'est pas mis à l'ordre du jour du conseil métropolitain ; il ne l'est pas davantage au premier semestre 2022. Le projet est finalement abandonné en septembre 2022. Cependant, un financement privé est proposé. Le projet est définitivement abandonné le 14 septembre 2023 par la métropole nantaise. Il est envisagé que le héron soit installé sur le site des machines de l'île.

## Galerie des Machines
Du croquis à la machine en exploitation, en passant par la fabrication dans l'atelier, c’est tout le processus de création qui est présenté aux visiteurs dans la Galerie des Machines. Les visiteurs sont invités par les machinistes à prendre les commandes des animaux des grands fonds qui, depuis 2012, peuplent le Carrousel des Mondes Marins.
La Galerie des Machines abrite tout un bestiaire de machines. Au cours de la visite, la galerie s’anime au gré des machinistes qui expliquent l’histoire et le fonctionnement de ces étranges créatures. Elle apparaît comme un lieu de spectacle vivant où la mise en scène des éléments est une succession d’ « entre-sorts », mini-spectacles de cinq à dix minutes. Croquis, maquettes et films relatent toute la construction.
En constante évolution, la Galerie des Machines est un espace vivant qui s’enrichit au rythme des productions de l’Atelier. En 2011 apparaît au centre de la galerie le Serpent des Mers ; il est le plus grand élément des Mondes Marins (3,50 m de haut et 8 m de long). Mi-dragon, mi-serpent, l’animal aux écailles nacrées souffle et crache. Il peut transporter neuf passagers, trois places sont prévues pour les plus petits accompagnés d’un parent.
En 2012, la galerie fait place au projet de l'arbre aux hérons avec son premier bestiaire, un prototype d'un héron à l'échelle de la galerie, une chenille... En 2014, une fourmi géante. La nouveauté de 2016 est une araignée de 2 tonnes (4,50 m de haut et 7,50 m de large) qui rejoindra l'année suivante le carrousel des mondes marins. Les années suivantes, de nouveaux animaux  la rejoignent tels que le colibri et des oies (2018), le paresseux (2019), un couple d'oiseaux de paradis (2020), un caméléon (2021)et la nuée de papillons (2022).

## Accès
Le site est accessible par les transports en commun de l'agglomération nantaise :
- Ligne 1 du tramway, station Chantiers Navals
- Ligne 5 du Busway, arrêt Prairie au Duc